# Денієл О'Коннел
Де́нієл О'Ко́ннел (ірл. Dónal Ó Conaill, англ. Daniel O'Connell; 6 серпня 1775, поблизу Карсівіна, Керрі — 15 травня 1847, Генуя) — лідер ліберального крила ірландського національного руху. За фахом адвокат.

## Біографія

### Молоді роки
Народився в католицькій родині, колись багатій, але потім позбавленій земель. При заступництві свого багатого холостого дядька Моріса О'Коннела вступив на навчання в Дуе у Франції, в 1794 році був прийнятий в Лінкольнз інн, а через два роки перейшов в Кінгс-інн в Дубліні, де вивчав право. 19 травня 1798 року одержав звання баристера. Він вирушив до Манстера, де майже десятиліття вів тихе приватне життя, не беручи участь в політиці, і навіть виступив із засудженням повстання Роберта Еммета в 1803 році, про яке писав: «Людина, здатна холоднокровно підготувати таке масове кровопролиття, стільки вбивств і стільки жахів різного роду, не може бути об'єктом співчуття».

### Кампанія за Католицьку асоціацію
У 1823 заснував Католицьку асоціацію, яка очолила боротьбу за надання пасивного виборчого права католикам. З 1829 — голова ірландської фракції в британському парламенті. Підтримував вимогу скасування англо-ірландської унії 1801, що ліквідувала автономію ірландського парламенту. Був одним з ініціаторів заснування 1840 року Асоціації рипілерів (прибічників скасування унії).
Суперечності між О'Коннелом і республіканським крилом Асоціації призвели до її розколу у 1846 році.